# Мезомікроклін
Мезомікроклін (рос. мезомикроклин; англ. mesomicrocline; нім. Mesomikroklin m) — мінерал, каліїстий польовий шпат каркасної будови проміжного складу між мікрокліном і ортоклазом.

## Загальний опис
Хімічна формула: K[(Al, Si)2Si2O8].
Сингонія триклінна.
Вид псевдомоноклінний.
Ступінь триклінності каліїстих польових шпатів може сильно змінюватись, і між мікрокліном і ортоклазом можуть бути різні переходи.
Від мезо… й назви мінералу мікрокліну (H.Strunz, 1957).